# Debre Sīna
Debre Sīna är en ort i Etiopien.   Den ligger i regionen Amhara, i den centrala delen av landet, 140 km nordost om huvudstaden Addis Abeba. Debre Sīna ligger 2 703 meter över havet och antalet invånare är 9 409.